# SEAT
SEAT S.A. (ісп. Sociedad Española de Automóviles de Turismo, «Іспанське товариство автомобілів для туризму») — іспанська компанія (АТ) з виробництва легкових автомобілів, що входить до складу концерну VAG. Штаб-квартира розташована в Мартурелі поблизу Барселони.

## Історія SEAT
9 травня 1950 року біля колиски «немовляти» стояло доволі багато зацікавлених людей. Їхня цікавість була далеко не пустою, адже 600 тисяч песет було вкладено у заснування компанії з виробництва легкових автомобілів. Більшу частину коштів (51 %) вклав Національний інститут промисловості Іспанії, другу частину (42 %) надали шість банків, а остаточні 7 % поступили від славнозвісної компанії FIAT, автомобілі якої і стала випускати нова фірма з Барселони. Повне ім'я новоспеченого автовиробника звучало як Sociedad Espanola de Automoviles de Turismo, утім сьогодні весь світ позначає автомобілі цієї марки простим набором літер — 'SEAT'.
Першим президентом SEAT став Хосе Ортіс де Ечагуе (Jose Ortiz de Echague), який, як то часто було на початку минулого сторіччя, прийшов до автомобілебудування з авіації. У його бурхливій біографії була служба в армії, де він і здобув спеціальність пілота, та заснування у 1923 році акціонерного товариства «Повітроплавні конструкції» (CASA). До того ж, Ечагуе відомий як видатний фотограф. Тож не дивно, що під керівництвом такої харизматичної особистості перша іспанська автомобільна компанія досягла неабияких результатів.

### Перший SEAT
Через три роки, 13 листопада 1953 року, компанія випускає перший SEAT. То була не абсолютно нова модель, а лише FIAT 1400, проте з іншими емблемами. Утім, такий стан справ нікого не засмучував, і вже наступного року з конвеєра сходять майже три тисячі автомобілів. Протягом наступних років кількість випущених автомобілів зростає із завидною сталістю. Так, у 1955 році компанія випускає 7 тисяч машин, а у 1956 році цей показник сягає 10 тисяч.

### SEAT 600
У 1957 році компанія розпочинає випуск SEAT 600 — надійного та симпатичного автомобіля, який здобув неабияку популярність в Іспанії. Через 14 років, у 1971 році, кожен четвертий автомобіль у країні буде саме цієї моделі, а її випуск буде припинено лише у 1973 році.

### SEAT 1500
У 1960 році компанія святкує подвійний ювілей — 10 років свого існування та випуск стотисячного автомобіля. Вже тоді стало очевидним, що SEAT має всі шанси потрапити до числа найбільших автовиробників. Саме це відбувається у 1964 році, коли головний офіс компанії переїжджає до Мадриду, а штат збільшується до 10 тисяч працівників. Щодня з конвеєра сходять 300 автомобілів. Модельний ряд поповнюється моделлю SEAT 1500.

### SEAT 850
Свідченням надзвичайного успіху SEAT стає перша експортна угода: у 1965 році компанія постачає 1500 автомобілів на ринок Колумбії. Досягненням наступного року стає випуск півмільйонного автомобіля та презентація чергової моделі — SEAT 850.

### SEAT 124
У 1968 році в Іспанії з'являється найкращий європейський автомобіль 1967 року — FIAT 124. Але, звичайно ж, під іменем SEAT 124. Окрім зручного й просторого салону нова модель вирізнялась видатними на той час технічними характеристиками: двигун об'ємом 1197 см³ міг розігнати автомобіль до 140 км/год. Обсяги виробництва даної моделі сягали 200 тисяч машин на рік. Цього ж року с конвеєра сходить півмільйонний автомобіль SEAT.

### SEAT 1430
Невпинне зростання виробничих потужностей супроводжується зростанням штату працівників. У 1969 році в компанії працювали не менше 20 тисяч осіб. Водночас розширюється і модельний ряд — за рахунок SEAT 1430 із заднім приводом. Доволі легкий автомобіль (1010 кг) з об'ємом двигуна 1438 см³ міг розганятися до 155 км/год. Якщо замислитись, то не так вже й мало.

### SEAT Sport
У 1970 році обсяги експорту — порівняно з 1965 роком — зростають майже у десять разів. Цього ж року розпочинається спортивна історія компанії. При заводі відкривається Департамент спеціальних автомобілів, який з часом перетворюється на підрозділ SEAT Sport. Вже наступного року SEAT стає незаперечним лідером автомобільної промисловості Іспанії.

### SEAT 127
Наступною моделлю SEAT, випущеної за ліцензією FIAT, стає SEAT 127. Цей 2-дверний седан був не менш популярним за свого попередника. З моменту випуску модель зазнала певних удосконалень — компанія випускає 3-дверні моделі 127 (задні двері відкриваються догори), а пізніше й 4-дверні версії.
1974 рік стає черговою віхою в історії компанії — з конвеєра сходить двомільйонний автомобіль SEAT. Утім, навіть не ця подія стає визначною — SEAT займає восьму позицію у десятці найкращих європейських автовиробників. Рік по тому розпочинають роботу виробничий та складські комплекси у Мартореллі, що дозволяє SEAT закріпити власні позиції.

## Нова лінійка автомобілів SEAT
У наступному десятиріччі на SEAT очікують істотні зміни: вже у 1980 році, здавалось би, одвічний партнер іспанців — концерн FIAT — відмовляється збільшувати власну частку в капіталі SEAT та припиняє 30-річне співробітництво. Зважаючи на це, SEAT розробляє нову стратегію розвитку. Першим плодом нової політики стає робота над абсолютно новою лінійкою автомобілів: Ibiza, Ronda, Malaga та Marbella.

### SEAT Ibiza
Вже через рік на допомогу SEAT приходить німецький гігант Volkswagen, під контролем якого іспанці перебувають і сьогодні. Історичним днем в історії цих двосторонніх відносин прийнято вважати 30 вересня 1982 року, коли між обома компаніями було підписано угоду про співробітництво. Першим результатом спільної роботи стає випуск автомобілів Audi та Volkswagen на виробничих потужностях заводу SEAT. У 1983 році на іспанському заводі починається виробництво справжнього бестселера — Volkswagen Passat. Тим часом компанія SEAT святкує черговий ювілей — з конвеєра сходить п'ятимільйонний автомобіль. Утім, на цьому ніхто не збирався зупинятися: влітку 1984 року іспанці випускають новий компактний хетчбек Ibiza. Попит на «малюка» виявився надзвичайним — щодня компанія випускала 530 таких машин. SEAT Ibiza — бестселер іспанського автовиробника, що в 2014 році відсвяткував 30-річчя на конвейері випуском специальної модифікації із багатим оснащенням. Крім того, в актуальному модельному ряді SEAT компактна Ibiza — це найстаріша автівка, що існує вже в п'ятому поколінні.
У 1985 році SEAT повертається до спортивних проектів. Компанія офіційно представляє оригінального двомоторного «монстра» на базі SEAT Ibiza. Для місцевих ралійних перегонів інженери готують боліди Audi quattro та Volkswagen Golf. У 1986 році з конвеєра сходить шестимільйонний автомобіль. На радощах Volkswagen викупає 51 % акцій SEAT. А вже наприкінці року участь німецького концерну збільшується до 75 %.

### SEAT Toledo
Наприкінці 80-х SEAT представляє у Франкфурті концептуальний хетчбек Proto T та будує новий завод у Мартореллі. На початку 90-х концерн Volkswagen остаточно поглинає SEAT, придбавши 99,99 % акцій іспанського виробника. Того ж року лінійка прототипів Proto поповнюється автомобілем під назвою TL. Уже через рік на ринок виходить модель, ім'я якої досі залишається відомим — перше покоління SEAT Toledo.
У лютому 1993 року Його Величність король Іспанії Хуан Карлос I (Juan Carlos I) разом із щойно призначеним Президентом концерну Volkswagen AG Фердинандом Пихом (Ferdinand Piech) розрізають стрічку на урочистій церемонії відкриття заводу в Мартореллі, виробничі потужності якого дозволяли випускати 2000 автомобілів на добу. Через місяць компанія представляє нову модель SEAT Ibiza — з конвеєра одразу починають сходити по 530 авто щодня. Завод у Мартореллі функціонує за системою Just in Time («Точно за графіком»), що передбачає випуск автомобілів за вже сформованими замовленнями. Така концепція позбавляла необхідності тримати складські запаси автомобільних компонентів. Щойно автомобіль поступає на конвеєр, на нього встановлюється так званий «чорний ящик» — електронний пристрій, що реєструє всі здійснені операції. Після того накопичена інформація підлягає аналізу на предмет потенційних помилок, а двигун проходить випробування на стендах.

### SEAT Alhambra
У 1995 році SEAT офіційно представляє прототип сімейного компактвена та копії Volkswagen Sharan (модель Alhambra), а також новий концептуальний автомобіль Inca. Головною подією 1990-х вважається випуск десятимільйонного автомобіля. Два роки по тому з конвеєра заводу в Мартореллі сходить одинадцятимільйонний екземпляр. То був SEAT Cordoba Vario, вперше представлений на автосалоні в Барселоні. За короткий період (1995—1997) компанія збільшує виробництво майже вдвічі — з 5 моделей до 11. Це стало можливим завдяки унікальному технічному центру компанії. На його виробничих потужностях зосереджені останні технологічні досягнення та надсучасні комп'ютерні системи, випробувальне обладнання та обладнання для експериментальних робіт з двигунами, лабораторії для вивчення акустики, вібрацій, процесів зношення, впливу кліматичних умов, викидів в атмосферу та інше. SEAT експортує власну продукцію на 62 ринки світу. У 1997 році, по завершенні ралі Сан-Ремо, команда SEAT Sport другий раз поспіль здобуває звання чемпіона світу з ралійної Формули-2, взявши участь у двох етапах: в Австралії (перемога) та в Англії (2 місце).

### SEAT CordobaіSEAT León
У 1998 році, паралельно з участю у Формулі-2, SEAT заміряється на лідерство в абсолютному заліку. У серпні, на ралі 1000 озер (Фінляндія) дебютує SEAT Cordoba WRC. У 1999 році компанія офіційно представляє рестайлінгові версії Ibiza та Cordoba, а також цілком нову модель — Leon, з яким SEAT відкриває для себе найширший на європейському ринку сегмент компактних авто. SEAT Leon — це новий етап в історії концерну, адже він став першим автомобілем марки з повним приводом та 180-сильним двигуном.

### SEAT Arosa
3-літрова Arosa, яка отримала таку назву через надзвичайно низький рівень витрати палива (менше 3 л./100 км), стала ще однією новинкою 1999 року. SEAT стає першим західноєвропейським виробником, який пропонував автомобіль з таким показником економічності. Штат компанії налічував 14 тисяч 317 працівників, а дилерсько-сервісна мережа нараховувала понад 3600 підприємств по всьому світові.

### SEAT Salsa
У 2000 році — на зламі тисячоліть — компанія святкує свій 50-річний ювілей. Саме тоді у Женеві відбувається прем'єра SEAT Salsa. Від самого початку цей концептуальний автомобіль був розроблений у технічному центрі в Мартореллі.

## Перемоги у світовому чемпіонаті з ралі
Окрім успіхів за основним напрямком своєї діяльності, компанія SEAT демонструє неабиякі спортивні досягнення. Після трьох перемог (1996, 1997 та 1998 роки) моделі Ibiza Kit Car спортивний підрозділ компанії забезпечує заводській команді місце на верхніх позиціях турнірної таблиці світового чемпіонату з ралі 1999 року. Цей результат (разом із третім місцем на ралі Кенії у 2000 році) став остаточним свідченням чемпіонського потенціалу команди SEAT.
Станом на 2001 рік, SEAT перетинає позначку в 11 мільйонів випущених автомобілів. На заводі в Мартореллі на одному конвеєрі з хетчбеком SEAT Ibiza, його вантажно-пасажирською версією Inca та седаном Cordoba складалися цілком ідентичні двом останнім моделям Volkswagen Caddy та Polo Classic, а також універсали Seat Cordoba Vario та Volkswagen Polo Variant.
Виробництво великого SEAT Toledo налагоджується там же, проте на окремій лінії. Три інші моделі SEAT складаються у трьох різних місцях: Marbella — на першому заводі SEAT у Барселоні, мінівен Alhambra, VW Sharan та Ford Galaxy — у Португалії, а компактна Arosa — на головному заводі Volkswagen в Німеччині.
Через рік компанія SEAT входить до складу Audi Brand Group, приєднавшись до легендарних брендів Audi та Lamborghini. Audi Brand Group, у свою чергу, входить до новоствореної Volkswagen Group. Цього ж року на Паризькому автосалоні компанія офіційно представляє New Cordoba та відновлює участь у кільцевих перегонах (модель Leon Supercopa).

### SEAT Altea
Altea — абсолютно нова модель SEAT. Її прототип був представлений у рамках Франкфуртського автосалону 2003. На розробку на адаптацію технологічного процесу компанія витрачає 582 млн євро. Утім, інвестиції виявились не марними: на складних ринках Великої Британії та Німеччини спостерігається зростання продажів автомобілів SEAT.
У 2004 році, в рамках Женевського автосалону, відбувається світова прем'єра серійного SEAT Altea. А на Паризькому автосалоні компанія офіційно представляє New Toledo з оновленим кузовом та версію Cupra із найпотужнішим дизельним двигуном (160 к.с.). Того ж року іспанці відзначають 20-у річницю випуску SEAT Ibiza — за всю історію моделі загальна кількість випущених екземплярів сягнула 3,3 мільйони.

### SEAT New Leon
Наступний рік був відзначений прем'єрою New Leon — найбільш спортивної моделі іспанського бренду. Урочиста церемонія відбулась на автосалоні в Барселоні, у рамках якого був представлений New Leon у версії WTCC. Дещо пізніше, на Франкфуртському автосалоні, відбувається світова прем'єра прототипу Altea FR — першого автомобіля нового покоління. Ключовим елементом Altea FR стає його двигун. Altea FR з 170-сильним дизелем вважається найпотужнішою версією в модельному ряді SEAT.
Пізніше модель буде оснащена бензиновим двигуном 2.0 TFSI потужністю 200 к.с. Через кілька тижнів після презентації Altea FR компанія представляє наступного представника лінійки FR — SEAT Leon FR. Уперше модель SEAT з двигуном 2.0 TFSI комплектується автоматичною трансмісією DSG з органами перемикання на кермі. Третьою спортивною новинкою та другим рекордом бренду у 2006 році стає SEAT Leon Cupra. Завдяки потужності у 240 к.с., ця модель стала найпотужнішою за всю історію SEAT.

### SEAT Altea XL
У 2006 році «цивільний» модельний ряд поповнився новим сімейним автомобілем Altea XL. Підтримуючи динамічну та спортивну лінію свого молодшого «брата», новий Altea XL пропонує більше посадкових місць. Нова модель призначена для родин, які, насамперед, потребують більше внутрішнього простору та місткіший багажний відсік, а також надзвичайний рівень безпеки.
Починаючи з 2003 року, компанію SEAT на українському ринку представляє компанія Формула Мотор Україна.
З 2012 року дистриб'ютором SEAT в Україні є компанія Porsche Ukraine.

## Українська мова в меню автомобілів SEAT
Завдяки позову та численним зверненням львів'янина Святослава Літинського, компанія-виробник SEAT почала випускати авто SEAT Ateca із можливістю вибору української мови.